# Finsbury Park (Park)

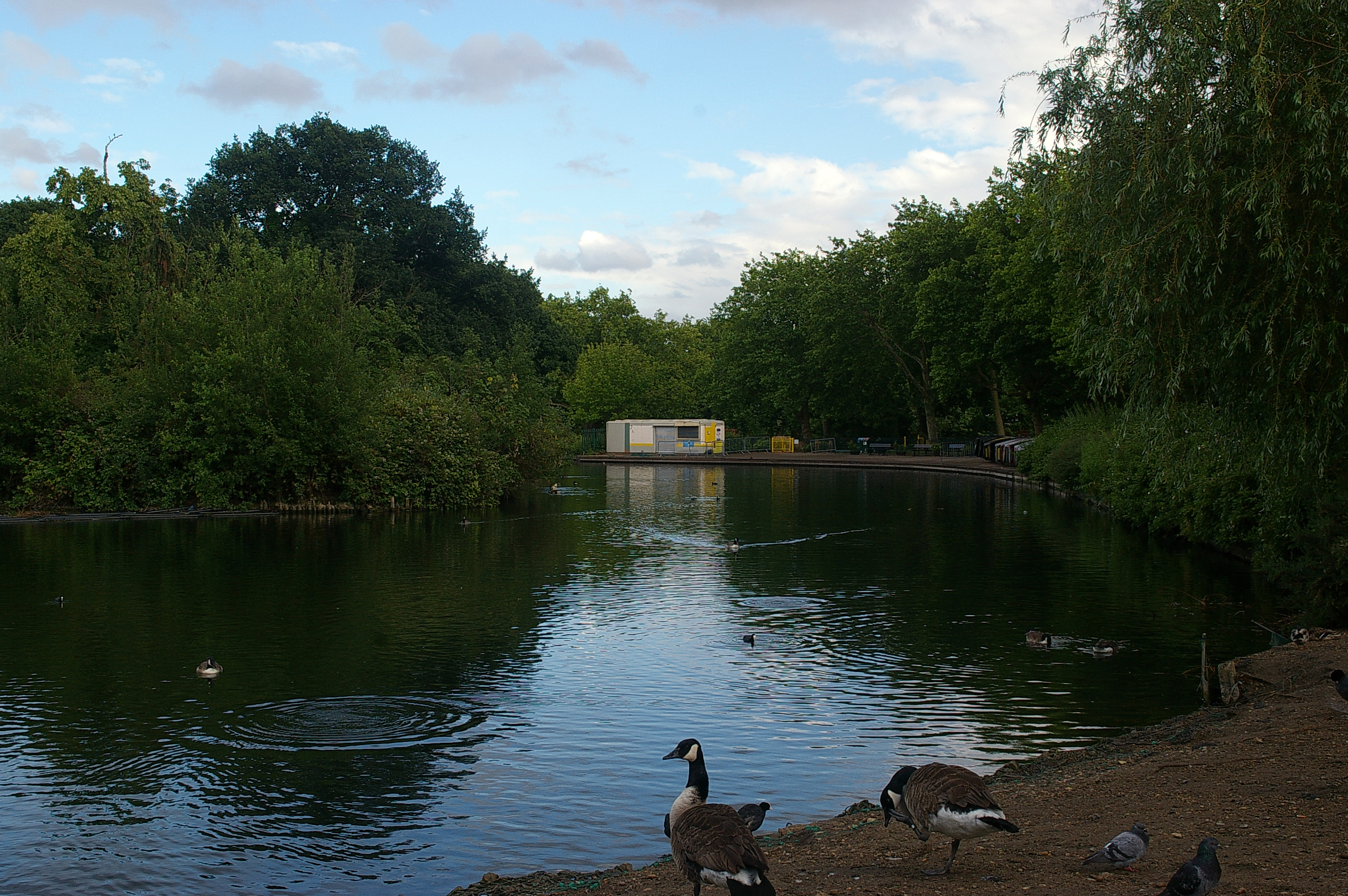
Finsbury Park (Boating Lake)

Finsbury Park ist ein öffentlicher Park im Norden Londons mit einer Fläche von etwa 46 Hektar. Der Park wurde 1869 eröffnet und zählt zu den ersten kommunalen Parks, die im viktorianischen Zeitalter auf Wunsch der Bevölkerung geschaffen wurden, um der wachsenden Stadtbevölkerung Erholung zu bieten. Anders als viele andere Parks in London war er nie königlicher Besitz.

## Lage
Finsbury Park liegt an der Schnittstelle mehrerer Stadtteile und Boroughs. Direkt angrenzend sind Stroud Green (London Borough of Haringey), Manor House (London Borough of Hackney), Highbury (London Borough of Islington), Harringay (London Borough of Haringey) und Brownswood (London Borough of Hackney). Der Park ist ein wichtiger Knotenpunkt im Norden Londons, auch durch die gleichnamige Bahn- und U-Bahn-Station, die eine zentrale Rolle im öffentlichen Nahverkehr spielt.

## Geschichte
Das heutige Parkgelände war ursprünglich Teil des großen Waldgebiets Hornsey Wood, das im Mittelalter als Jagdrevier der Bischöfe von London diente. Im 18. Jahrhundert entstand auf einer Anhöhe das beliebte Ausflugslokal Hornsey Wood House mit Teegarten, See, Bootsverleih, Schießständen und weiteren Freizeitangeboten. Diese Vergnügungsstätte zog viele Londoner an, die dem Smog der Stadt entfliehen wollten. Im Zuge der Urbanisierung und des Bevölkerungswachstums forderten die Anwohner von Finsbury bereits 1841 einen öffentlichen Park, um die Lebensbedingungen der dicht besiedelten Stadtteile zu verbessern.

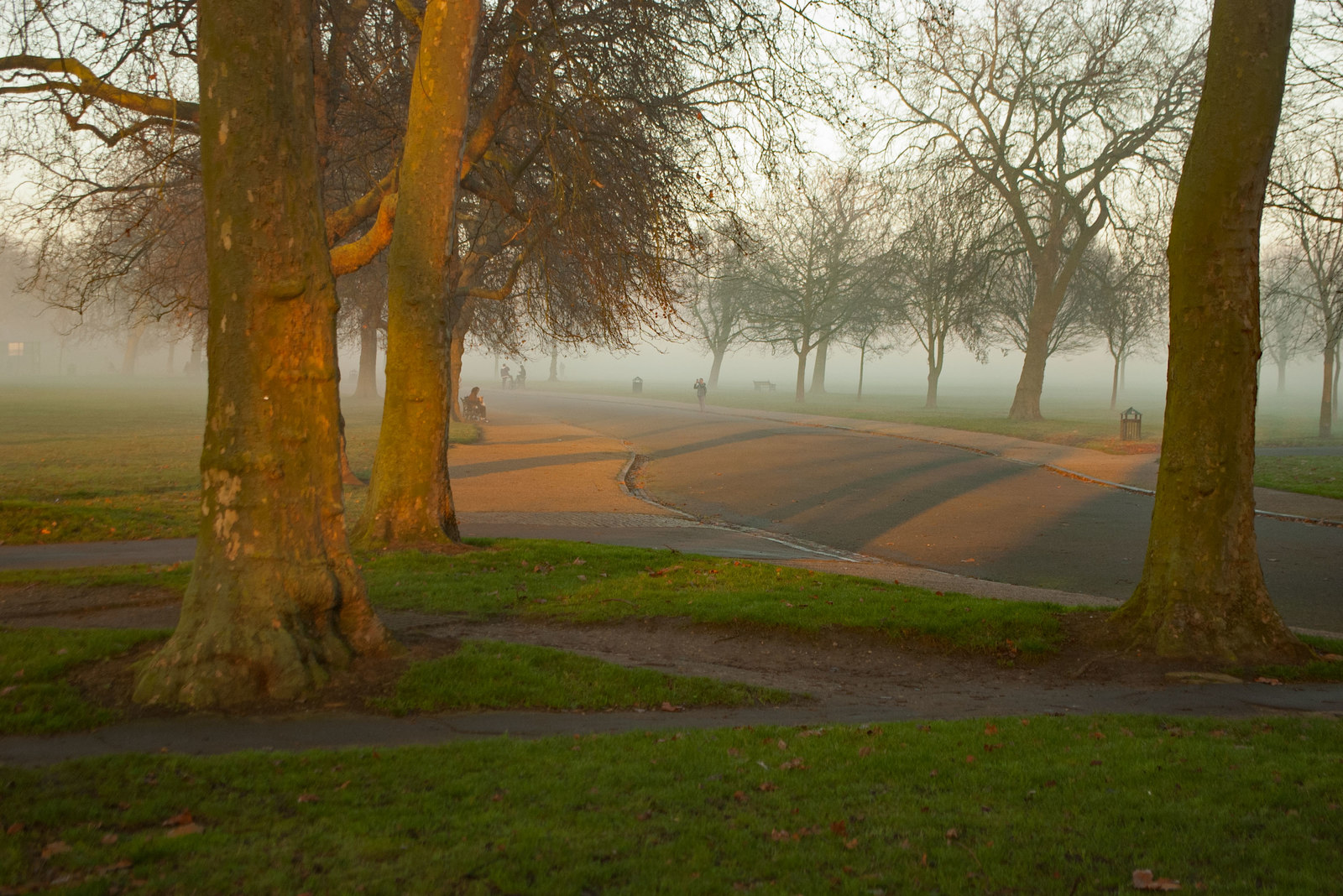
Morgendämmerung in Finsbury Park

Nach jahrzehntelangem politischen Einsatz und mehreren Standortvorschlägen wurde das Areal 1857 per Parlamentsbeschluss (Finsbury Park Act) für einen Park ausgewählt. Die Planung übernahmen Frederick Manable und der Landschaftsarchitekt Alexander McKenzie. Nach dem Abriss des Hornsey Wood House und der Erweiterung des Sees begann 1866 die Umgestaltung, 1869 wurde der Park feierlich eröffnet. Finsbury Park war damit Londons erster kommunaler Park mit eigenem Parlamentsgesetz und der zweite, der vom Metropolitan Board of Works angelegt wurde.
Im Ersten Weltkrieg war der Park ein Treffpunkt für Pazifisten und Suffragetten, im Zweiten Weltkrieg diente er als militärisches Übungsgelände und Standort von Flugabwehrgeschützen. In der Nachkriegszeit wurde der Park weiterentwickelt, verlor jedoch im späten 20. Jahrhundert an Attraktivität und verfiel zusehends. Erst mit einem umfassenden Sanierungsprogramm ab 2003, finanziert durch den Heritage Lottery Fund, wurden See, Spielplätze, Sportanlagen und Wege erneuert.
2019 feierte der Park sein 150-jähriges Bestehen mit zahlreichen Veranstaltungen und Investitionen, darunter die Modernisierung des Mackenzie Gardens und die Erneuerung der Spielbereiche.

## Bauwerke und Einrichtungen

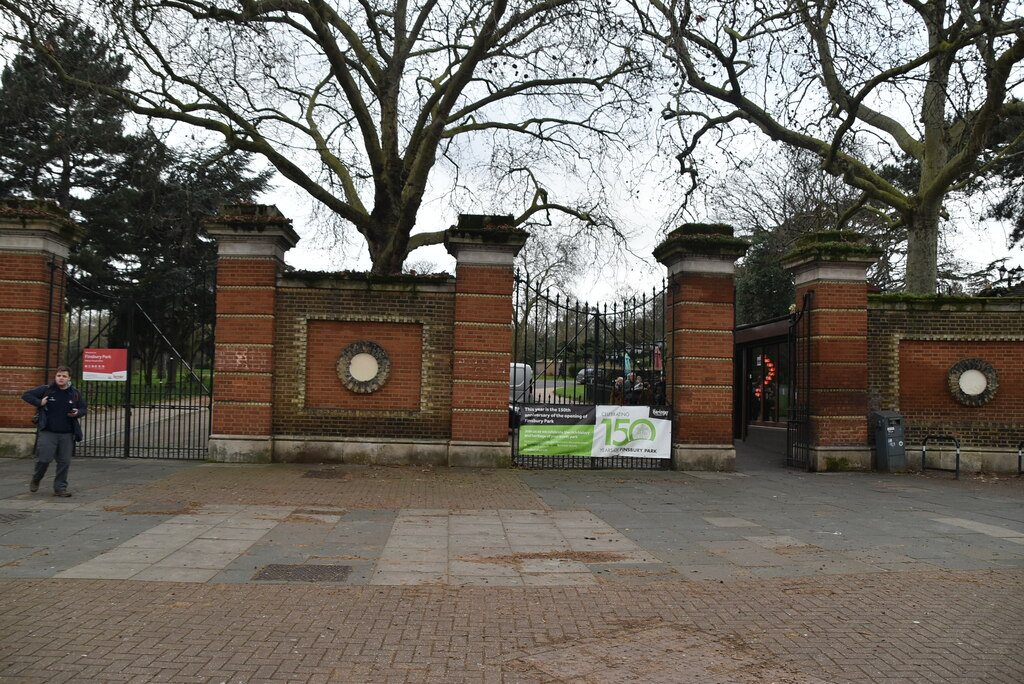
Eingangstor

Im Park befinden sich zahlreiche Einrichtungen und Bauwerke, die das Freizeit- und Kulturangebot bereichern. Dazu zählen ein großer See, der ursprünglich aus dem historischen Hornsey Wood stammt und heute für Freizeitaktivitäten und als Lebensraum für Wasservögel genutzt wird, sowie der Mackenzie Garden, eine formale Gartenanlage. Ein moderner Kinderspielplatz, der zum 150. Parkjubiläum neu gestaltet wurde, bietet besondere Spielgeräte wie die Super-Frisbee. Außerdem gibt es ein Café und einen Kunstausstellungsraum, die als Treffpunkte für Besucher dienen.

Sportbegeisterte finden im Finsbury Park zahlreiche Angebote: Tennisplätze, Basketballplätze, Fußballfelder, eine Bowlingbahn, ein Skatepark, ein Leichtathletikstadion sowie Felder für Baseball, Softball und American Football. Der Park ist unter anderem Heimat der London Blitz (American Football) und der London Mets (Baseball). Der Parkland Walk, ein Fuß- und Radweg auf einer ehemaligen Bahntrasse, verbindet Finsbury Park mit Crouch Hill, Crouch End und Highgate und ist besonders bei Spaziergängern und Radfahrern beliebt. Historische Gebäude wie das Hornsey Wood House existieren heute nicht mehr, wurden aber durch moderne Einrichtungen und Freizeitangebote ersetzt.

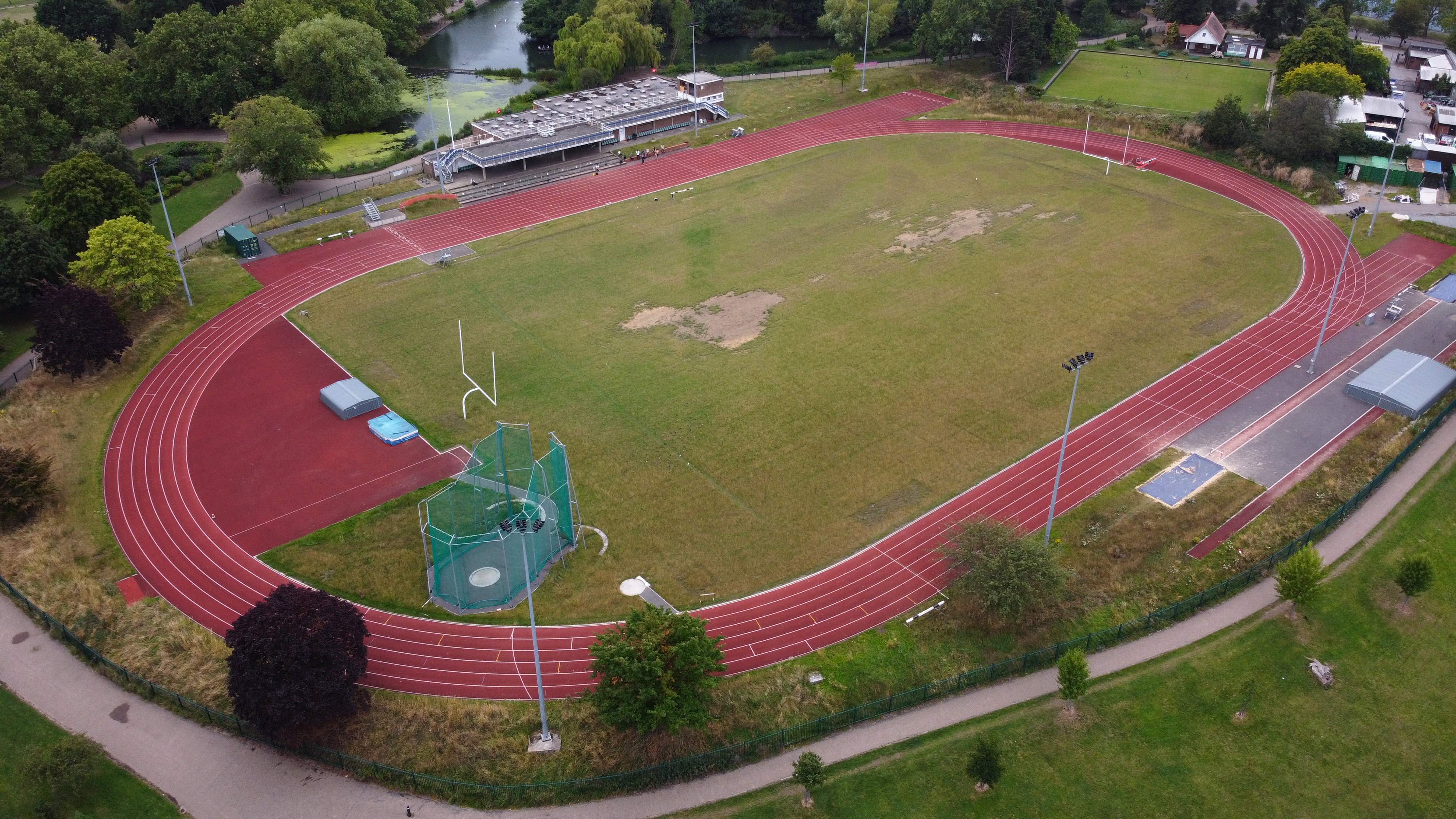
American Football Stadion im Finsbury Park

## Kulturelles Leben
Neben den klassischen Parkanlagen und Sportfeldern finden regelmäßig Open-Air-Veranstaltungen, Konzerte und Festivals statt. Der Park ist ein beliebter Treffpunkt für verschiedene Communities und bietet Raum für politische Versammlungen, Märkte und kulturelle Feste. Besonders im Sommer ist der Park ein Magnet für Menschen aus ganz London, die hier picknicken, Sport treiben oder entspannen.

### Madstock und das „Erdbeben von Finsbury Park“
Ein herausragendes kulturelles Ereignis war das Musikfestival Madstock!, das erstmals 1992 im Finsbury Park stattfand. Die britische Band Madness feierte hier ihr Comeback nach der Auflösung 1986 und zog zehntausende Fans an. Das Festival wurde in den 1990er Jahren mehrfach im Park veranstaltet und brachte zahlreiche weitere bekannte Künstler und Bands auf die Bühne. Madstock! steht exemplarisch für die Rolle des Parks als bedeutender Veranstaltungsort in der britischen Musikszene.
Beim ersten Madstock-Festival 1992 sorgte das ausgelassene Hüpfen und Tanzen der Fans während des Madness-Auftritts für ein außergewöhnliches Ereignis: Die Erschütterungen waren so stark, dass sie von einem nahegelegenen seismologischen Messgerät als Erdbeben registriert wurden. Kurzzeitig wurde sogar ein Erdbebenalarm ausgelöst, was dem Konzert einen legendären Ruf einbrachte. In der Musikszene wird deshalb bis heute vom „Madstock Earthquake“ gesprochen.